# Довер (Оклахома)
Довер (енгл. Dover) град је у америчкој савезној држави Оклахома.

## Демографија
По попису из 2010. године број становника је 464, што је 97 (26,4%) становника више него 2000. године.
| Група             | 2000.       | 2010.       |
| Белци             | 292 (79,6%) | 297 (64,0%) |
| Афроамериканци    | 8 (2,2%)    | 10 (2,2%)   |
| Азијати           | 0 (0,0%)    | 4 (0,9%)    |
| Хиспаноамериканци | 55 (15,0%)  | 158 (34,1%) |
| Укупно            | 367         | 464         |